# Alejo Tabares
Alejo Germán Tabares (General Roca, 20 giugno 2001) è un calciatore argentino, difensore del Newell's Old Boys in prestito dall'All Boys.

## Caratteristiche tecniche
Di ruolo terzino sinistro, può giocare anche al centro della difesa.

## Carriera

### Club
È cresciuto nel settore giovanile del Lanús, con cui ha debuttato il 25 novembre 2020 nell'incontro di Coppa Sudamericana perso 2-1 contro il Bolívar. Il 28 gennaio 2022 è passato a titolo definitivo all'Estudiantes (RC), e sei mesi dopo, senza aver giocato alcun minuto, è passato in prestito per due stagioni al Cipolletti.
Il 22 dicembre 2023 è stato acquistato a titolo definitivo dall'All Boys, con cui ha disputato una stagione da titolare in Primera B Nacional. Il 10 gennaio 2025 è passato in prestito per una stagione al Newell's Old Boys.

### Nazionale
Ha giocato con la nazionale argentina Under-20.

## Statistiche

### Presenze e reti nei club
Statistiche aggiornate al 23 febbraio 2025.
| Stagione          | Squadra           | Campionato        | Campionato | Campionato | Coppe nazionali | Coppe nazionali | Coppe nazionali | Coppe continentali | Coppe continentali | Coppe continentali | Altre coppe | Altre coppe | Altre coppe | Totale | Totale | Totale |
| Stagione          | Squadra           | Comp              | Pres       | Reti       | Comp            | Pres            | Reti            | Comp               | Pres               | Reti               | Comp        | Pres        | Reti        | Pres   | Reti   |        |
| ----------------- | ----------------- | ----------------- | ---------- | ---------- | --------------- | --------------- | --------------- | ------------------ | ------------------ | ------------------ | ----------- | ----------- | ----------- | ------ | ------ | ------ |
| 2020              | Lanús             | -                 | -          | -          | CM              | 2               | 0               | CS                 | 1                  | 0                  | -           | -           | -           | 3      | 0      |        |
| 2021              | Lanús             | PD                | 0          | 0          | CA+CdL          | 0               | 0               | CS                 | 0                  | 0                  | -           | -           | -           | 0      | 0      |        |
| 2022              | Estudiantes (RC)  | PBN               | 0          | 0          | CA              | 0               | 0               | -                  | -                  | -                  | -           | -           | -           | 0      | 0      |        |
| 2022              | Cipolletti        | TFA               | 8          | 0          | CA              | 0               | 0               | -                  | -                  | -                  | -           | -           | -           | 8      | 0      |        |
| 2023              | Cipolletti        | TFA               | 22         | 0          | CA              | 0               | 0               | -                  | -                  | -                  | -           | -           | -           | 22     | 0      |        |
| Totale Cipolletti | Totale Cipolletti | Totale Cipolletti | 30         | 0          |                 | 0               | 0               |                    | -                  | -                  |             | -           | -           | 30     | 0      |        |
| 2024              | All Boys          | PBN               | 37         | 0          | CA              | 0               | 0               | -                  | -                  | -                  | -           | -           | -           | 37     | 0      |        |
| 2025              | Newell's Old Boys | PD                | 5          | 0          | CA              | 0               | 0               |                    | -                  | -                  | -           | -           | -           | 4      | 0      |        |
| Totale carriera   | Totale carriera   | Totale carriera   | 72         | 0          |                 | 2               | 0               |                    | 1                  | 0                  |             | 0           | 0           | 75     | 0      |        |